# Dolmen de la Bie

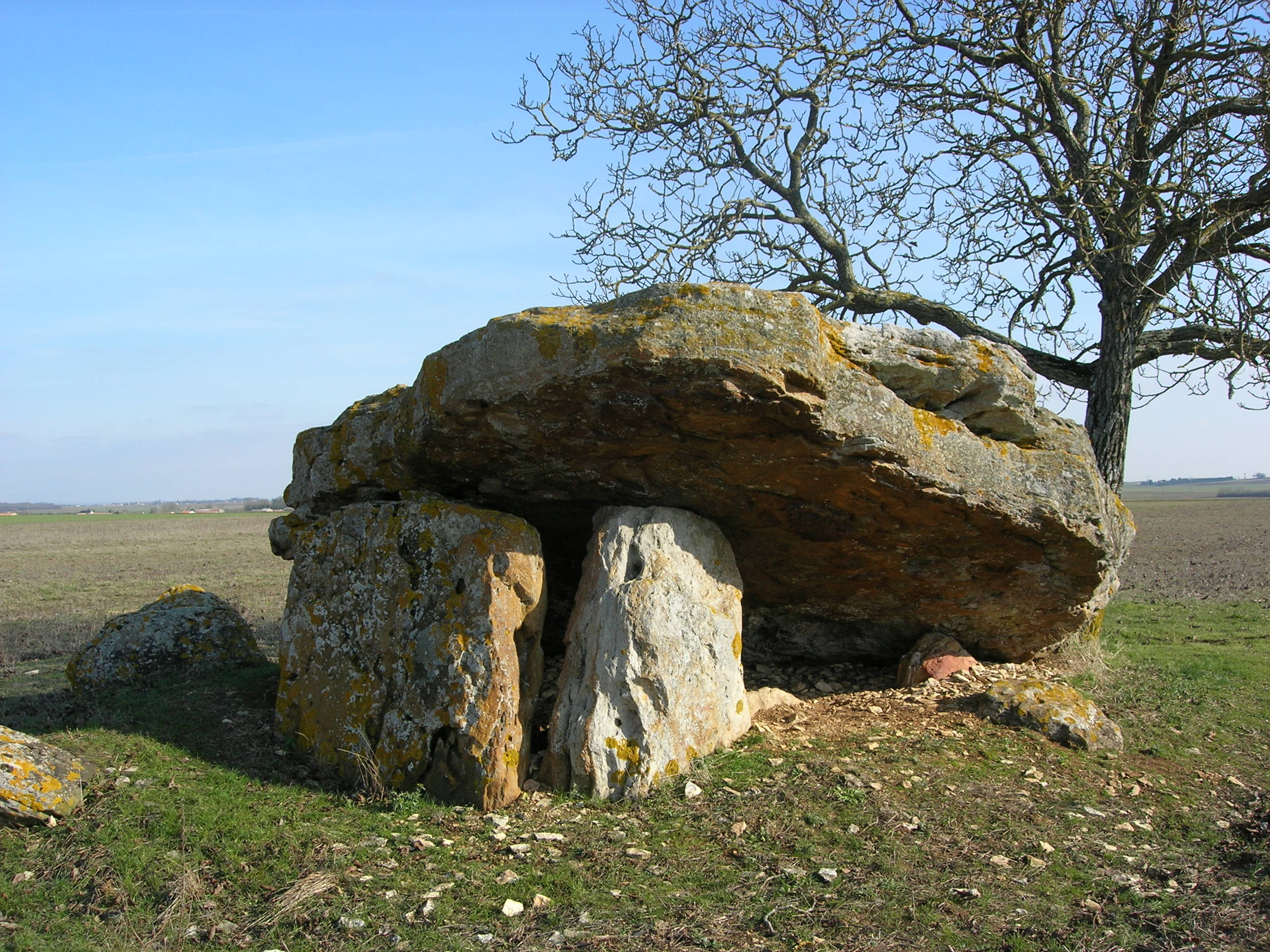
Dolmen de la Bie

Dolmen de la Bie (také nazývaný Pierre de la Pie nebo Pierre Levée) se nachází jižně od silnice D42, západně od Le Rochereau poblíž Poitiers v departementu Vienne ve Francii. Ve Francii je dolmen obecný termín pro neolitické megalitické struktury všeho druhu (viz francouzská nomenklatura).
Silně poškozený dolmen má impozantní krycí desku, která je přes 6 m dlouhá a 5 m široká. Ale leží jen na jedné straně. Ostatní viditelné kameny musí pocházet odjinud. Dolmen je od roku 1945 chráněn jako monument historique.
Nedaleko se nachází dolmen Fontenaille.